# 2020年Twitterビットコイン詐欺
2020年Twitterビットコイン詐欺は、著名人のアカウント乗っ取り仮想通貨がらみのツイートをした詐欺事件である。

## 概要
2020年7月15日、複数の著名人のアカウントが、一時的に乗っ取られ仮想通貨がらみの詐欺ツイートをする事件があった。同日ツイッター社は「現在調査中で、修正に向けて対策を講じる」との声明を出した。その後、ツイッター上で「今回の事態に対処する間は、ツイートしたりパスワードを変更したりできなくなる場合がある」とした。
7月16日に同社は多数のユーザーのツイートやパスワードリセットを停止した。認証済みアカウントを停止した数時間後に復旧した。
Twitter社は社内調査の経過報告を発表した。社内システムにハッカーによって攻撃を受けたアカウントは130件に上り、このうちの45件はパスワードが変更され詐欺などに悪用されたとしている。なお被害を受けた個人や会社名等は公表していない。
7月22日、Twitter社はハッカーが第三者からは見ることのできないダイレクトメッセージの受信トレイにアクセスしていたことがわかった。
Twitterの「管理者」ネットワークツールに不正アクセスした一人のハッカーは「Kirk（カーク）」というハンドル名で、Twitterの管理用内部ツールにアクセスし数時間で10万ドル（約1070万円）以上を稼いだそう。

## 反響と余波
- アメリカ合衆国大統領であるドナルド・トランプは被害を受けていない理由としてニューヨーク・タイムズは過去に起こった問題により追加のセキュリティ保護が施されているためだとしている[9]。